# Ашагы мейдан
Ашагы мейдан (азерб. Aşağı meydan — Нижняя площадь), или Торпаг мейданы (азерб. Torpaq meydanı — Земляная площадь), — одна из древнейших площадей города Шуша. Расположена в нижней части Шушинской крепости.

## История
Название площади Ашагы мейдан связано с её местонахождением в нижней части Шушинской крепости относительно участка, занимаемого Мейданом (главной площадью города). Площадь Ашагы мейдан известна также под названием Торпаг мейданы (Земляная площадь), так как в отличие от остальных площадей Шуши она имела земляное покрытие, а не каменное.
В генеральном плане города Шуша внимание привлекают примыкающие друг к другу общественные здания в западной части Ашагы мейдан. Ни одно из них не сохранилось до наших дней. Из-за того, что в плане не даётся никаких пояснений или комментариев, неизвестно, какие функции они исполняли. Согласно сведениям карабахского историка Бахарлы, на площади располагалась баня Гази Мирзы Али.

## Особенности
Площадь расположена в центре Ашагы мехелле («Нижний квартал»). Через улицу Ашагы базар она была связана с с Верхней мечетью Гевхар-аги. Имела ровный рельеф, большие размеры, на ней был размещён торговый комплекс. Учитывая эти факторы, Э. Авалов отмечает, что Ашага мейдан была одной из древнейших площадей города и долгое время была одним из основных общественно-торговых центров Шуши.